# Евдокимова, Елена Николаевна
Елена Николаевна Евдокимова (Пустой шаблон {{ВД-Преамбула}} ) — советский и российский дизайнер, художник декоративно-прикладного искусства, член-корреспондент РАХ (2023).

## Биография
Родилась 13 августа 1961 года в городе Петропавловск-Камчатский, живёт и работает в Ярославле.
В 1979 году — окончила Московскую центральную художественную школу.
В 1986 году — окончила Алма-Атинский государственный театрально-художественный институт, руководитель диплома Р. С. Садыгулов.
С 1980 года — член Союза художников СССР, Союза художников России.
С 2003 года — член творческого объединения «Арт-студия 204».
В 2012 году — проходила стажировку в творческом центре «Сите» (Париж, Франция).
В 2023 году — избрана членом-корреспондентом Российской академии художеств от Отделения дизайна.

## Творческая деятельность
Основные произведения: «Полнолуние» (2013, горячая эмаль, стекло, фьюзинг, 45*95); «Казанова» (2017, сталь, эмаль, 52*33); «Рыбы» (2017, горячая эмаль медь, керамика, шамот дерево, 21*42 и 20*40); «Городской романс» (2017, горячая эмаль, медь, дерево, 35*45); «Архангел Михаил» (2018, горячая эмаль, медь, дерево, 40*28); «Крещение по Босху» (2018, горячая эмаль, медь, стекло, 48*42); «Венецианский карнавал» (2019, горячая эмаль, медь, дерево, 35*80); «Всадник» (2022, медь, горячая эмаль, 33*30) и другие.
Произведения находятся в коллекции Государственного Ростово-Ярославского архитектурно-художественного музея-заповедника, Музея современного искусства (Кисловодск), Художественного музея имени Махарбека Туганова (Владикавказ), Павлодарского областного художественного музея (Павлодар, Казахстан), Музея стекла и эмали (Равенштайн, Нидерланды).
С 1980 года — участник областных, региональных, всероссийских и международных выставок, в том числе «Художники центральных областей России» (Ярославль, 2008; Липецк, 2013), «Россия XI» (Москва, 2009), I-ая Московская Международная выставка художественной эмали (Москва, Калуга, Тула, 2013), «Волшебное искусство» (Кострома, 2015), «Аrt non stop» (Ярославль, 2017), «Душа, скиталица нежная» (Ярославль, 2022).
Персональные выставки: в Павлодаре (1996), Алма-Аты (1998), Москве (2001), Ярославле (2021).

## Награды
- Серебряная медаль Министерства культуры СССР «За успехи в учёбе и творчестве» (1986)
- Диплом 1-й степени на 45-м международном эмальерном симпозиуме в Кечкемете (Венгрия, 2019)
- Лауреат III премии в выставке-конкурсе «Зергер-99» (Алматы, 1999)
- Почётная грамота Департамента культуры Ярославской области (2019)
- Диплом Союза художников России «За успехи в творчестве и содействии развитию изобразительного искусства России» (2023)
- Диплом РАХ (2019) — за создание витражей для «Церкви Божьей» в Ярославле